# Heaven’s a Lie
Heaven’s a Lie — второй сингл группы «Lacuna Coil» из альбома «Comalies».

## Информация о песне
Несмотря на название (в переводе с английского Рай это ложь), песня не является антирелигиозной: в интервью для HighWireDaze.com, вокалистка группы Кристина Скаббия пояснила, что под раем (heaven) здесь понимается идеальная жизнь, а вся фраза целиком адресована людям, пытающимся навязать свою точку зрения на жизнь.
Песня использовалась в рекламе сериала Мыслить как преступник.

## Видеоклип
Ранняя низкобюджетная версия видеоклипа к Heaven’s a Lie была снята в начале 2003 года. Когда сингл начал набирать популярность, была снята новая версия клипа, которая вошла в ротацию канала MTV2.